# Allochernes bactrinus
Espèce
Allochernes bactrinus est une espèce de pseudoscorpions de la famille des Chernetidae.

## Distribution
Cette espèce est endémique de la province de Khatlon au Tadjikistan. Elle se rencontre vers Sibeston (tg) dans le district de Danghara.

## Description
La carapace du mâle holotype mesure 0,69 mm sur 0,67 mm.

## Publication originale
- Dashdamirov & Schawaller, 1995 : Pseudoscorpions from Middle Asia, Part 4 (Arachnida: Pseudoscorpiones). Stuttgarter Beiträge zur Naturkunde, sér. A, vol. 522, p. 1-24 (texte intégral).